# M5 motorway (Nordirland)
Der M5 motorway (englisch für ‚Autobahn M5‘) ist eine durchgängig vierstreifige Autobahn in Nordirland, die nördlich von Belfast von der M2 abzweigt und in nordöstlicher Richtung entlang der Nordküste der Bucht von Belfast verläuft.

## Geschichte
Die M5 taucht zum ersten Mal in Planungen aus dem Jahre 1964 auf. Damals war geplant die M5 entlang der Küste bis nach Carrickfergus verlaufen zu lassen. Außerdem sollte auf halber Strecke die M6 ins nördliche Larne abzweigen. Allerdings ergaben weitere Prüfungen, dass es mittelfristig keinen Bedarf für eine solche Autobahn gäbe. So wurden die M6 und fast die gesamte Strecke der M5 zurückgestellt und lediglich Flächen für einen späteren Ausbau der Strecke bereitgehalten.
Als einziger Abschnitt blieb ein 2,3 km langer Zubringer zur M2 östlich von Newtownabbey in den Planungen. Als Ausnahme zu dem allgemeinen Baustopp von Autobahnen im Zuge des Nordirlandkonflikts wurde das Teilstück im September 1980 dem Verkehr übergeben.

## Ausbaupläne
Da mittlerweile erste Flächen, die für den Weiterbau der M5 reserviert waren, zur Bebauung freigegeben wurden, ist nicht damit zu rechnen, dass die Autobahn je weitergebaut wird. Stattdessen wird derzeit die bestehende Küstenstraße A2 zu einer vierstreifigen Schnellstraße ausgebaut.